# La Encarnación
La Encarnación è un comune dell'Honduras facente parte del dipartimento di Ocotepeque.
Il comune venne istituito il 14 gennaio 1889.